# Айзек Ван
Айзек Ван (англ. Izaac Wang; род. 22 октября 2007 года, Миннесота, США) — американский актёр, наиболее известный своими ролями в фильмах «Хорошие мальчики» 2019 года, «Райя и последний дракон» 2021 года и «Младший брат» 2024 года.

## Ранняя жизнь и образование
Ван родился в семье китайца и лаосской женщины в Миннесоте, где он прожил три года, прежде чем переехать в Лос-Анджелес. По состоянию на июль 2024 года Ван учится в Средней школе искусств округа Лос-Анджелес, специализированном учебном заведении в области исполнительских искусств.

## Карьера
После участия в сериале TV Land «Учителя», Ван получил свою первую роль в кино, сыграв Сорена в фильме Universal Pictures «Хорошие мальчики» 2019 года. В июне 2019 года он был утверждён на роль Оуэна Ю в фильме Paramount Pictures «Большой красный пёс Клиффорд». В июне 2020 года он снялся в фильме Lionsgate «Думай как собака». В марте 2021 года он привлёк внимание, сыграв Бауна в анимационном фильме Walt Disney Pictures «Райя и последний дракон». В феврале 2021 года Ван был утверждён на роль Сэма Винга в сериале HBO Max «Гремлины: Тайны Могвая», который выйдет в 2023 году. В 2024 году Ван исполнил свою первую главную роль в художественном фильме, сыграв Криса Вана в режиссёрском дебюте Шона Вана «Младший брат». За свою рароль боту он был номинирован в категории «Лучший прорывной исполнитель» на церемонии вручения премии «Готэм».

## Фильмография

### Кино
| Год  | Название                     | Роль            | Примечания             | Ист.   |
| ---- | ---------------------------- | --------------- | ---------------------- | ------ |
| 2019 | Хорошие мальчики             | Сорэн           |                        | [ 10 ] |
| 2020 | Думай как собака             | Ли              |                        | [ 6 ]  |
| 2021 | Райя и последний дракон      | Бун             | озвучивание            | [ 11 ] |
| 2021 | Большой красный пёс Клиффорд | Оуэн Ю          |                        | [ 12 ] |
| 2022 | White Now Please             | Брайан Чен      | короткометражный фильм | [ 13 ] |
| 2024 | Младший брат                 | Крис «ДиДи» Ван |                        | [ 3 ]  |

### Телевидение
| Год              | Название               | Роль                                   | Примечания                                              | Ист.          |
| ---------------- | ---------------------- | -------------------------------------- | ------------------------------------------------------- | ------------- |
| 2019             | Учителя                | Калеб                                  | Эпизод: «Встреться лицом к лицу со своими сверстниками» | [ 4 ]         |
| 2021             | Бесконечный поезд      | молодой Пак Мин Ги / Брат Райана Акаги | Озвучивание. Эпизод: «Ленты-близнецы»                   |               |
| 2022–23          | Санта-Клаусы           | Хьюго                                  | 6 эпизодов                                              |               |
| 2023             | Тихая вода             | Птенец чайки                           | Озвучивание. Эпизоды: «Мне скучно»/«Ярмарка искусств»   |               |
| 2023–наст. время | Гремлины: Тайны Могвая | Сэм Винг                               | Озвучивание. 15 эпизодов                                | [ 14 ] [ 15 ] |
| 2025             | Победа или поражение   | Ювен                                   | Озвучивание. 6 эпизодов                                 | [ 16 ]        |

## Награды и номинации
| Награда                            | Год  | Категория                                | Работа       | Результат | Ист.          |
| ---------------------------------- | ---- | ---------------------------------------- | ------------ | --------- | ------------- |
| Кинофестиваль «Сандэнс»            | 2024 | Специальный приз жюри за лучший ансамбль | Младший брат | Победа    | [ 17 ]        |
| Премия «Готэм»                     | 2024 | Выдающийся исполнитель                   | Младший брат | Номинация | [ 18 ]        |
| Ассоциация кинокритиков Вашингтона | 2024 | Лучшее исполнение молодого актёра        | Младший брат | Номинация | [ 19 ]        |
| Общество кинокритиков Сан-Диего    | 2024 | Лучшее исполнение молодого актёра        | Младший брат | Победа    | [ 20 ]        |
| Общество кинокритиков Сиэтла       | 2024 | Лучшее исполнение молодого актёра        | Младший брат | Победа    | [ 21 ] [ 22 ] |
| Премия «Выбор критиков»            | 2025 | Лучший молодой актёр/актриса             | Младший брат | Номинация | [ 23 ]        |